# カタログ販売
カタログ販売（カタログはんばい）は、通信販売の原初的形式で、年1回から数回発行するカタログを通して商品を販売するものである。

## 米国
カタログ販売の起源は19世紀後半のアメリカで、通信販売の起源ともなった。
カタログ販売が事業として成立し軌道に乗るようになったのは19世紀末の中西部である。1890年代から1920年代にかけて大衆（大量）消費社会が誕生したが、当初、消費を支えたのは広大な国土に散在する農村の住民だった。農村では流通網が未整備で自動車も普及しておらず消費の選択肢も限られている上に、地元の小売商が不当に高い値段を付けることもあり、小売値が卸値の2倍にもなることも珍しくはなかった。
カタログによる通信販売を起こした企業にはモンゴメリー･ウォードやシアーズ・ローバックがある。
南北戦争直後、荒廃した農村の社会的文化的改善と困窮の打開を目指す農業保護団が結成され、協同組合に加入すれば共同購入や共同出荷を行い販売利益を受けることができるグレンジ運動が展開された。中間業者を排除するモンゴメリー･ウォードの通信販売はグレンジ運動の目的と合致し、モンゴメリー･ウォードはグレンジの会員に特典を付与することで拡大を図り、農民をターゲットに1万項目以上の商品を扱うカタログ販売に成長した。
また、1886年、ミネソタ州の駅員だったリチャード・ウォーレン・シアーズが、容易に都市部に出られない農民向けに通販で安く販売する商売を始めた。1893年には時計商アルヴァ・C・ローバックとともにシカゴで「シアーズ・ローバック」を設立し、消費者にカタログを郵送する形態のマーケティングを展開した。
ただ、アメリカでカタログ販売が最も繁栄したのは20世紀最初の25年間であると言われている。

## 日本
日本では1876年（明治9年）、津田梅子の父である農学者の津田仙が、学農社農学校が発行する『農業雑誌』でアメリカ産トウモロコシの種を販売したのが通信販売の最初とされる。また、伝統的な古書店や骨董店などで発行される目録は、一種の通販用カタログとみなすことができる。
しかし、日本で通信販売が発達したのは戦後であり、1960年代にカタログ販売の会社が次々と出現した。
1970年代には婦人服を中心としたファッションのカタログ販売を行う会社が増え、1974年にフジサンケイリビングサービス（現：DINOS CORPORATION）の『ディノス』、1975年には『ニッセン』 と『セシール』、1976年には千趣会の『ベルメゾン』が創刊されている。1986年には『ベルーナ』 が創刊された。

## 主な企業

### ファッション
- スクロール - 旧：ムトウ。静岡県浜松市。
- ディノス - 現：DINOS CORPORATION 、フジサンケイグループ。
  - セシール - 香川県高松市[5]。ライブドアグループを経てディノスと合併。
  - イマージュ - 株式会社イマージュ、香川県高松市。ディノス・セシールに事業譲渡。
- ニッセンホールディングス - 京都市。セブン&アイHDグループ。
- 千趣会（ベルメゾン）- 大阪市。地域経済活性化支援機構により経営再建。
- ベルーナ - 埼玉県上尾市。
- ノース・モール - 旧：オットージャパン、オットーグループを離脱。
- ピーチ・ジョン - 女性用下着通販、ワコールグループ。

### その他
- カタログハウス（通販生活）- 雑誌形式で販売される有料カタログ。
- オルビス - 化粧品通販。ポーラグループ。実店舗も増えている。
- はぴねすくらぶ - 福岡市。テレビショッピングを中心とする総合通販。
- STV開発センター - 通販番組『北海道 味の物産市!』と連動したカタログ販売。
- 大塚商会（たのめーる）- オフィス用OA機器・事務用品のカタログ販売。
- 郵便局物販サービス